# Guy Lapébie
Guy Lapébie (Saint-Geours-de-Maremne, 28 november 1916 - Luchon, 8 maart 2010) was een Frans professioneel wielrenner.

## Biografie
Lapébie was professioneel wielrenner van 1936 tot 1952. Hij was actief als wegrenner en als baanrenner. Als amateur nam hij deel aan de Olympische Spelen van 1936 in Berlijn. Hij won twee gouden medailles (ploegenachtervolging op de baan en ploegenklassement op de weg) en één zilveren medaille (wegwedstrijd individueel).
Als wegrenner werd hij in 1948 derde in de Ronde van Frankrijk na Gino Bartali en Briek Schotte en won hij tevens de derde etappe. In de Tour van 1949 won hij de achtste etappe.
Als professioneel baanwielrenner was hij vooral actief als zesdaagsenrenner. Hij nam deel aan 29 zesdaagsen en wist er hiervan 8 te winnen.

## Overzicht zesdaagsenoverwinningen
| Nr. | Jaar   | Zesdaagse van | Samen met      |
| --- | ------ | ------------- | -------------- |
| 1   | 1948   | Parijs        | Arthur Sérès   |
| 2   | 1949   | Parijs        | Achiel Bruneel |
| 3   | 1950   | Saint Etienne | Achiel Bruneel |
| 4   | 1951   | Hannover      | Emile Carrara  |
| 5   | 1951   | München       | Emile Carrara  |
| 6   | 1951   | Berlijn       | Emile Carrara  |
| 7   | 1952   | Berlijn       | Emile Carrara  |
| 8   | 1952-1 | Dortmund      | Emile Carrara  |

| Aantal | Samen met        |
| ------ | ---------------- |
| 5      | - Emile Carrara  |
| 2      | - Achiel Bruneel |
| 1      | - Arthur Sérès   |

## Overwinningen en ereplaatsen op de weg
1939
- 2e in de 4e etappe Parijs-Nice

1942
- 1e in 1e etappe Circuit de France

1945
- 1e in Zürich-Lausanne

1946
- 1e in de 3e etappe deel a Ronde van Zwitserland
- 1e in de Grote Prijs van Locle
- 1e in de 1e en 2e etappe Tour des 3 Lacs
- 1e in het eindklassement Tour des 3 Lacs

1948
- 1e in de 2e etappe Ronde van Luxemburg
- 3e in de 3e etappe Ronde van Luxemburg
- 2e in het eindklassement Ronde van Luxemburg
- 1e in de 3e etappe Ronde van Frankrijk
- 2e in de 8e etappe Ronde van Frankrijk
- 3e in de 14e en 17e etappe Ronde van Frankrijk
- 3e in het eindklassement Ronde van Frankrijk

1949
- 1e in de 5e etappe Ronde van Luxemburg
- 1e in de 8e etappe Ronde van Frankrijk

1950
- 2e in het Critérium International
- 2e in Parijs-Brussel
- 3e in Parijs-Tours

## Resultaten in voornaamste wedstrijden
| Jaar | Ronde van Italië | Ronde van Frankrijk | Ronde van Spanje |
| ---- | ---------------- | ------------------- | ---------------- |
| 1937 |                  |                     |                  |
| 1943 |                  |                     |                  |
| 1944 |                  |                     |                  |
| 1946 |                  |                     |                  |
| 1948 |                  | ↑ (1)               |                  |
| 1949 |                  | opgave (1)          |                  |
| 1950 |                  |                     |                  |
| 1951 |                  |                     |                  |
| 1952 |                  | opgave              |                  |

| Jaar | Ronde van Vlaanderen | Parijs-Roubaix | Ronde van Lombardije | Parijs-Tours | Parijs-Brussel |  | WK op de weg |  | Wereldranglijsten |
| ---- | -------------------- | -------------- | -------------------- | ------------ | -------------- |  | ------------ |  | ----------------- |
| 1937 |                      | 52e            |                      |              |                |  |              |  |                   |
| 1943 | 28e                  |                |                      |              |                |  |              |  |                   |
| 1944 |                      | 22e            |                      | 28e          |                |  |              |  |                   |
| 1946 |                      |                |                      |              |                |  | 9e           |  |                   |
| 1948 |                      |                |                      | 46e          |                |  |              |  |                   |
| 1949 |                      |                |                      |              |                |  |              |  |                   |
| 1950 |                      |                | 33e                  | Brons        | Zilver         |  |              |  | 9e (CDC)          |
| 1951 |                      |                |                      | 20e          |                |  |              |  |                   |
| 1952 |                      | 53e            |                      |              |                |  |              |  |                   |

## De wielerfamilie Lapébie
- Serge Lapébie, een zoon van Guy Lapébie, was eveneens een verdienstelijk wielrenner. Hij verongelukte in 1991 op de terugweg van de wielerwedstrijd La Lapébie, een wedstrijd ter ere van zijn vader Guy en oom Roger.
- Roger Lapébie is een oudere broer van Guy Lapébie, een van de grootste Franse wielrenners die actief waren in de vooroorlogse jaren.
- Christian Lapébie, een zoon van Roger, was eveneens een verdienstelijk wielrenner.

1912: Friborg, Malm, Persson, Lönn ·
1920: Souchard, Canteloube, Detreille, Gobillot ·
1924: Blanchonnet, Hamel, Wambst ·
1928: Hansen, Nielsen, Jørgensen ·
1932: Pavesi, Segato, Olmo ·
1936: Charpentier, Lapébie, Dorgebray ·
1948: Wouters, De Lathouwer, Van Roosbroeck ·
1952: Noyelle, Grondelaers, Victor ·
1956: Geyre, Moucheraud, Vermeulin
1908: Jones, Kingsbury, Meredith, Payne ·
1920: Magnani, Carli, Ferrario, Giorgetti ·
1924: De Martini, Dinale, Menegazzi, Zucchetti ·
1928: Facciani, Gaioni, Lusiani, Tasselli ·
1932: Pedretti, Borsari, Cimatti, Ghilardi ·
1936: Nizerhy, Charpentier, Goujon, Lapébie ·
1948: Decanali, Adam, Blusson, Coste ·
1952: Morettini, Campana, de Rossi, Messina ·
1956: Gasparella, Domenicali, Faggin, Gandini ·
1960: Vigna, Arienti, Testa, Vallotto ·
1964: Streng, Claesges, Henrichs, Link ·
1968: Lyngemark, Olsen, Asmussen, Jensen ·
1972: Schumacher, Colombo, Haritz, Hempel ·
1976: Vonhof, Braun, Lutz, Schumacher ·
1980: Manakov, Movtsjan, Ossokin, Petrakov ·
1984: Grenda, Turtur, Nichols, Woods ·
1988: Jekimov, Kasputis, Neljoebin, Oemaras ·
1992: Fulst, Glöckner, Lehmann, Steinweg ·
1996: Capelle, Ermenault, Monin, Moreau ·
2000: Fulst, Bartko, Becke, Lehmann ·
2004: Brown, McGee, Lancaster, Roberts ·
2008: Clancy, Manning, Thomas, Wiggins · 
2012: Burke, Clancy, Kennaugh, Thomas · 
2016: Burke, Clancy, Doull, Wiggins · 
2020: Consonni, Ganna, Lamon, Milan · 
2024:  Bleddyn, Welsford, Leahy, O'Brien
- International Standard Name Identifier: 0000 0000 5855 4760
- Library of Congress Control Number: no2009036184
- Virtual International Authority File: 83575808
- WorldCat: E39PBJf8tYCbPhHgVvxjQxHBfq